# Eruption (banda)
Eruption es una banda británica de música disco que operó en la década de 1970.
Fue formado por Frank Farian. La cantante nacida en Jamaica, Precious Wilson, cantó como vocalista del grupo 
entre los años 1975 al año 1979.
Sus mayores éxitos fueron las canciones "One Way Ticket" y "I Can't Stand the Rain".

## Discografía
- Eruption (1977)
- Leave a Light (1978)
- Fight Fight Fight (1980)
- Our Way (1983)
- I Can't Stand The Rain (1995) (recopilación)